# Ngày Quang Phục
Quang Phục Tiết, (tiếng Hàn: 광복절; dịch nghĩa đen: "Ngày khôi phục ánh sáng"), hay còn gọi là Ngày Giải phóng Quốc gia Triều Tiên (조국해방의 날; dịch nghĩa đen: "Ngày Giải phóng Tổ quốc"), là ngày lễ công cộng được tổ chức hàng năm vào ngày 15 tháng 8 ở cả Triều Tiên và Hàn Quốc. Ngày này kỷ niệm ngày Bán đảo Triều Tiên được Đồng minh giải phóng vào năm 1945 khỏi 35 năm cai trị của thực dân Nhật Bản. Ngày này cũng trùng với ngày kỷ niệm thành lập Hàn Quốc vào năm 1945. Ngày Giải phóng là ngày lễ chính trị duy nhất được tổ chức ở cả hai miền Triều Tiên.

## Từ nguyên
Ở Bắc Triều Tiên, ngày này được gọi là Chogukhaebangŭi Nal (조국해방의 날; dịch nghĩa đen: "Ngày Giải phóng Tổ quốc").
Ở Hàn Quốc, ngày này được gọi là Gwangbokjeol (tiếng Hàn: 광복절; dịch nghĩa đen: "Ngày khôi phục ánh sáng"). Tên gọi Gwangbokjeol sử dụng thuật ngữ “khôi phục” (복; bog) thay vì “độc lập” (독립; dongnip) để nhấn mạnh rằng Hàn Quốc đã độc lập trong nhiều năm trước khi bị Nhật Bản cai trị.

## Lịch sử
Ngày này đánh dấu lễ kỷ niệm hàng năm của thông báo rằng Nhật Bản sẽ đầu hàng vô điều kiện vào ngày 15 tháng 8 năm 1945. Tất cả các lực lượng của Quân đội Đế quốc Nhật Bản được lệnh đầu hàng Đồng minh, với quân chiếm đóng cuối cùng của Nhật Bản rời khỏi miền Nam Triều Tiên vào cuối tháng 9 năm 1945. Mỹ và Liên Xô đã đồng ý về một chế độ ủy thác trong 3 năm trong đó họ sẽ giám sát việc thành lập hai chính phủ quốc gia khác nhau cho Triều Tiên.

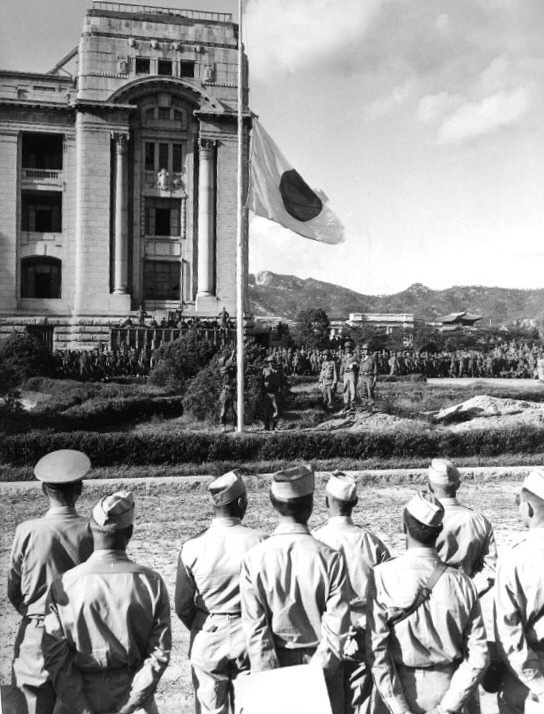
Lính Mỹ hạ cờ Nhật Bản tại Tòa nhà Chính phủ Nhật Bản cũ ở Seoul vào ngày 9 tháng 9 năm 1945.

Bán đảo Triều Tiên lần đầu tiên trong lịch sử nằm dưới sự kiểm soát của một thế lực nước ngoài vào năm 1910, sau đó là thời kỳ chiếm đóng kéo dài 35 năm, giám sát nỗ lực xóa bỏ văn hóa và ngôn ngữ Triều Tiên. Vào ngày 1 tháng 9, một chính phủ lâm thời có tên Cộng hòa Nhân dân Triều Tiên được thành lập bởi Ủy ban Chuẩn bị Chính phủ Quốc gia (조선건국준비위원회). Các cuộc đàm phán vào ngày 15 tháng 8 giữa Lyuh Woon-hyung và Endou Ryuusaku, đại diện của Abe Nobuyuki, Toàn quyền Chōsen đã nhất trí về việc thả tất cả các tù nhân và chuyển giao quyền kiểm soát hành chính và tư pháp cho chính quyền Triều Tiên để đảm bảo công dân Nhật Bản được đi lại an toàn.
Quân đội Mỹ đổ bộ vào giữa tháng 9 và chiếm đóng phần phía Nam của đất nước, tuyên bố chính phủ lâm thời là không hợp pháp.
Ngày 15 tháng 8 được nhiều quốc gia kỷ niệm là Ngày Chiến thắng Nhật Bản, ngày mà Nhật hoàng tuyên bố đầu hàng. Tuy nhiên, Mỹ kỷ niệm ngày này vào tháng 9 khi Nhật Bản chính thức ký tuyên bố đầu hàng.

## Triều Tiên

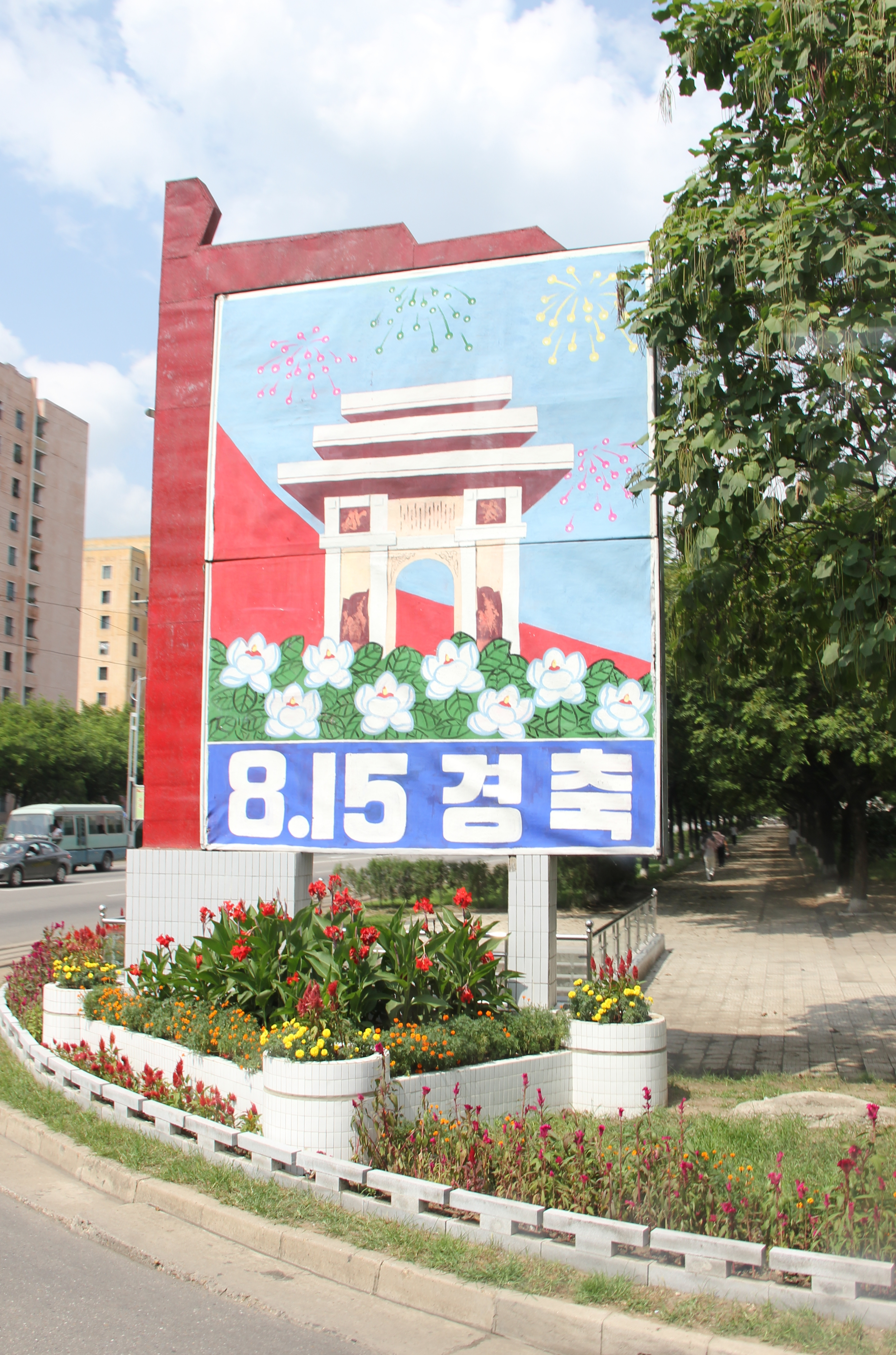
Poster Ngày Giải phóng ở Bình Nhưỡng, Bắc Triều Tiên

Ở Bắc Triều Tiên, người ta thường lên lịch tổ chức đám cưới vào ngày lễ này.
Ngày lễ này thường được tổ chức bằng một cuộc duyệt binh tại Quảng trường Kim Nhật Thành vào những năm kỷ niệm (ví dụ: kỷ niệm 25, 40, 50, 60, 70 năm) với sự tham dự của Chủ tịch Ủy ban Quốc vụ và Tổng tư lệnh Lực lượng vũ trang Triều Tiên. Cuộc duyệt binh đầu tiên được tổ chức vào năm 1949 tại ga Bình Nhưỡng. Cuộc duyệt binh được tổ chức lại vào năm 1953, sau đó được tiến hành hàng năm cho đến năm 1960, khi nó tạm dừng cho đến đầu những năm 2000.

### Thay đổi múi giờ của Triều Tiên năm 2015
Vào ngày 5 tháng 8 năm 2015, chính phủ Triều Tiên đã quyết định đổi lại múi giờ của mình thành UTC+08:30 có hiệu lực từ ngày 15 tháng 8 năm 2015 và cho biết tên chính thức sẽ là Giờ Bình Nhưỡng (PYT). Chính phủ Triều Tiên đưa ra quyết định này như một sự thay đổi từ 'chủ nghĩa đế quốc'; việc thay đổi múi giờ có hiệu lực vào đúng ngày kỷ niệm 70 năm ngày giải phóng Triều Tiên. Triều Tiên đã đảo ngược sự thay đổi này vào tháng 5 năm 2018.

## Hàn Quốc

### Ngày lễ
Tại Hàn Quốc, nhiều hoạt động và sự kiện diễn ra vào ngày lễ, bao gồm một buổi lễ chính thức có sự tham dự của Tổng thống nước Cộng hòa tại Hội trường Độc lập Hàn Quốc ở Cheonan hoặc tại Trung tâm Biểu diễn Nghệ thuật Sejong. Trong lễ kỷ niệm, cờ của các quốc gia khác nhau trên thế giới được treo giữa đường quanh khu vực Jamsil của Seoul giữa Sân vận động Olympic Seoul và Công viên Olympic, Seoul được gỡ xuống và thay thế bằng cờ Hàn Quốc.
Tất cả các tòa nhà và nhà ở đều được khuyến khích trưng bày quốc kỳ Hàn Quốc Taegukgi. Không chỉ hầu hết các bảo tàng và địa điểm công cộng đều mở cửa miễn phí cho con cháu của các nhà hoạt động giành độc lập vào ngày lễ, mà họ còn có thể đi lại bằng cả phương tiện giao thông công cộng và tàu liên tỉnh miễn phí.
"Bài hát Gwangbokjeol" (광복절 노래) chính thức được hát trong các buổi lễ chính thức. Lời bài hát được viết bởi Jeong In-bo (정인보) và giai điệu do Yoon Yong-ha (윤용하) sáng tác. Lời bài hát nói về "chạm vào trái đất một lần nữa" và "biển nhảy múa", "ngày này là dấu vết còn lại của 40 năm máu nhiệt huyết đã đông lại" và "bảo vệ điều này mãi mãi".
Theo truyền thống, chính phủ ban hành lệnh ân xá đặc biệt trong Gwangbokjeol.

### Nỗ lực ám sát
Vào lúc 10:23 sáng ngày 15 tháng 8 năm 1974, Mun Se-gwang, một người Zainichi Korean và người ủng hộ Bắc Triều Tiên, đã cố gắng ám sát Tổng thống Park Chung Hee tại Nhà hát Quốc gia Hàn Quốc ở Seoul trong một buổi lễ Gwangbokjeol; Park không bị thương nhưng vợ ông là Yuk Young-soo, Đệ nhất phu nhân Hàn Quốc, đã bị giết.